# گوردیباشوو
گوردیباشوو (به لاتین: Gurdybashevo) یک منطقهٔ مسکونی در روسیه است که در باشقیرستان واقع شده‌است.